# 无锡博物院
31°33′03″N 120°18′04″E / 31.55094°N 120.30100°E
无锡博物院为中国江苏省无锡市的市立博物馆，為國家一級博物館、全国八大藏画馆之一。無錫博物院由原无锡博物馆、无锡革命陈列馆和无锡科普馆三馆合并而成，馆址位于梁溪区太湖广场南侧、钟书路北侧，建筑采用全钢架结构，地下二层、地上五层，建筑面积71000平方米，采用了“水光石色”的设计理念。

## 历史
无锡有博物馆之设置起源自民国18年（1929年）11月25日，由无锡县教育局提出议案，在无锡孔庙（今无锡碑刻陈列馆）原有祭祀用品基础上，征集文献古物建县立历史博物馆，并于次年6月8日宣告建成，开馆时征集到藏品70种657件。至民国24年（1935年）5月无锡县立博物馆规模最大时，曾辟有5个陈列室：第一室陈列金石、雕塑和陶器，第二室陈列兵器，第三室陈列乐器、祭器，第四室陈列服装，第五室陈列图书、物产和碑帖，馆藏一度达到380种2346件，包括全套孔庙祭祀用品、明代抗倭古炮、辛亥革命时锡金（无锡县与金匮县合称）军政府门额等文物。民国16年（1937年）11月，日军占领无锡，博物馆被毁而停办。
及至1955年1月，因考古出土物品时有发现，无锡市政府决定在惠山寺大同殿（昭忠祠）建立无锡市出土文物陈列室。在此基础上，于1958年8月1日正式成立了无锡市博物馆，馆址仍在大同殿。文化大革命后，1966年7月闭馆，1970年4月与无锡市图书馆合并成立无锡市图书博物馆。1975年8月恢复无锡市博物馆，并由郭沫若于1977年题写了馆名。以后，于1985年在河埒口新建馆舍，次年3月10日正式开放。无锡博物馆在此地陈展直至2007年。
2007年10月15日，由原无锡革命陈列馆、无锡博物馆和无锡科普馆“三馆合一”组建成无锡博物院，并选址于太湖广场新建场馆，2008年10月1日建成开馆。其建筑面积71000平方米，是无锡市目前最大的公共文化服务设施。
此外，无锡博物院下辖有周怀民藏画馆、无锡中国民族工商业博物馆、张闻天旧居、无锡碑刻陈列馆、程及美术馆等五个专题馆。

## 特色藏品

### 书画
无锡博物院的书画藏品为其最大特色，1986年時，便由文化部中国古代书画鉴定组认定为全国八大藏画馆之一。所藏书画多以明、清为主，包括“吴门书派”中的文徵明、祝允明、王宠、陈淳、徐有贞,“明末四大家”的董其昌、米万钟、张瑞图与邢侗，堪称系统完整；清代画家则藏有王铎、朱耷、汪由敦、刘墉、永瑆、康有为、吴昌硕、郑孝胥等；以及小众独特的书法作品如华察、李鸿章、薛福成、张謇、黎元洪、汪精卫、陶行知等，亦有近现代以来的大家于右任、启功等名家的书法藏品。所藏之精品有如元赵孟頫《行书临兰亭序》与倪瓒《苔痕树影图》、唐寅《秋林独步图》、祝允明《草书桃花赋》、《梅兄请名说》、陈洪绶《行草书五言联》等。
无锡博物院也是中国收藏清宫旧藏文物的主要博物馆之一，其诸多书画精品即来自于清宫散佚文物，乃是源自1945年日本战败、溥仪外逃期间，身处长春的无锡人薛满生购得带回。后因政治运动薛氏入狱，其藏品便被政府收没，共计有138幅古代字画，其中属《故宫已佚书籍书画目录》中的有7件，分别是：五代杨凝式《韭花帖》（内府本）、北宋宋迪款《楷书华严经六十六卷》、明朱元璋《行书手谕》与董其昌《岩居图》、《行书题武夷山图诗并临米帖合装》、蓝瑛《仿一峰山水图》、丁云鹏《应真渡海图卷》。
此外，自1980年代起，陶心华、周怀民、周培源、钱松嵒、方召麐、华季平等无锡籍收藏家、书画家、海外乡邑陆续捐出所藏所画，更加丰富了馆藏书画。

### 镇馆之宝
2018年，无锡博物院开放十周年时，以网路投票的形式，票选了十大镇馆之宝，分别是：
- “吴王僚剑”，春秋；
- “倪瓒，《苔痕树影图轴》”：元代，一级文物；
- “文徵明，《蕉石鸣琴图轴》”：明代，一级文物；
- “龙泉窑梅子青釉鬲式炉”：南宋，一级文物；
- “春水玉带扣”：元代，一级文物；
- “朱元璋手谕卷”：明代，一级文物；
- “杨凝式，《韭花帖卷》”：五代（内府本），一级文物；
- “周阿生塑陈杏芳彩蟠桃会彩塑”：清光绪；
- “扬芝山款西园雅集图核雕”清代；
- “邓万四郎款连生贵子纹高足金杯”：元代，一级文物。

- 吳王僚劍，春秋
- 錢裕墓出土春水玉帶扣，元代
- 泥塑蟠桃會，清光緒。此作乃慶賀慈禧太后50壽辰地方上貢之備品

- 楊凝式，韭花帖，乾隆引首
- 楊凝式，韭花帖，正文
- 楊凝式，韭花帖，賈希朱記考與乾隆蓋印

- 朱元璋手諭卷
- 倪瓚，苔痕樹影圖
- 苔痕樹影圖蓋章處細節

## 展览

### 常设展
该馆设有23个常设展览（含科技馆、革命陈列馆），分别是：
- 吴风锡韵，无锡城市故事：西区1层；

- 古墓奇珍，元代钱裕墓出土文物展：西区2层；

- 泥塑雅韵，惠山泥人艺术展：西区3层；

- 紫玉金砂，紫砂陈列展：西区3层；

- 肩负民族复兴期望的无锡人：西区4层；

- 血与火的城市记忆，无锡革命简史：西区4层；

- 一城风情、百代故事，云薖园、无锡博物院旧藏老照片展：西区-1层；

- 虚拟西方艺术馆：中区-1层；

- 陶心华藏画室：中区；

- 徐风艺术馆：中区；

- 钱松喦藏画室，中区；

- 黄养辉书画馆：中区；

- 陶寿伯书画馆：中区；

- 周培源、王蒂澂藏画馆：中区；

- 杨令茀书画陈列馆：中区；

- 云薖园藏画馆：中区；

- 华绎之藏画馆：中区4层；

- 方召麟书画陈列馆：中区；

- 荣智安绘画艺术馆：中区；

- 科技展览“集成电路体验馆”、“太湖与无锡”、“科技与生活”、“科技与探索”：东区-1、1、2、3层。

- 惠山庙会泥塑景观，位于西区1层入口处
- 清代大阿福，惠山泥人艺术展廳
- 顧景舟製紫砂壺，紫砂陈列展廳
- 高腳金杯，元代钱裕墓出土文物展廳

### 导览图
| 层数 | 东区           | 中区                             | 西区                                                   |
| ---- | -------------- | -------------------------------- | ------------------------------------------------------ |
| B1   | 集成电路体验馆 | 虚拟西方艺术馆                   | 云薖园、无锡博物院旧藏老照片展                         |
| 1    | 太湖与无锡     | 多功能活动中心、4D影院、服务中心 | 吴风锡韵-无锡城市故事                                  |
| 2    | 科技与生活     | 徐悲鸿艺术展馆、专题临展区       | 古墓奇珍-元代钱裕墓出土文物展、瑰丽奇葩-历代文物精品展 |
| 3    | 科技与探索     | 书画展厅                         | 雕塑泥韵-惠山泥人艺术展、紫玉金砂-紫砂艺术展           |
| 4    | -              | 书画展厅                         | 肩负民族复兴希望的无锡人、血与火的城市记忆-无锡革命史  |
| 5    | -              | 珍贵的遗存-捐赠实物展            | -                                                      |

### 虚拟游览
无锡博物院虚拟展览 （页面存档备份，存于）

### 云薖园展览

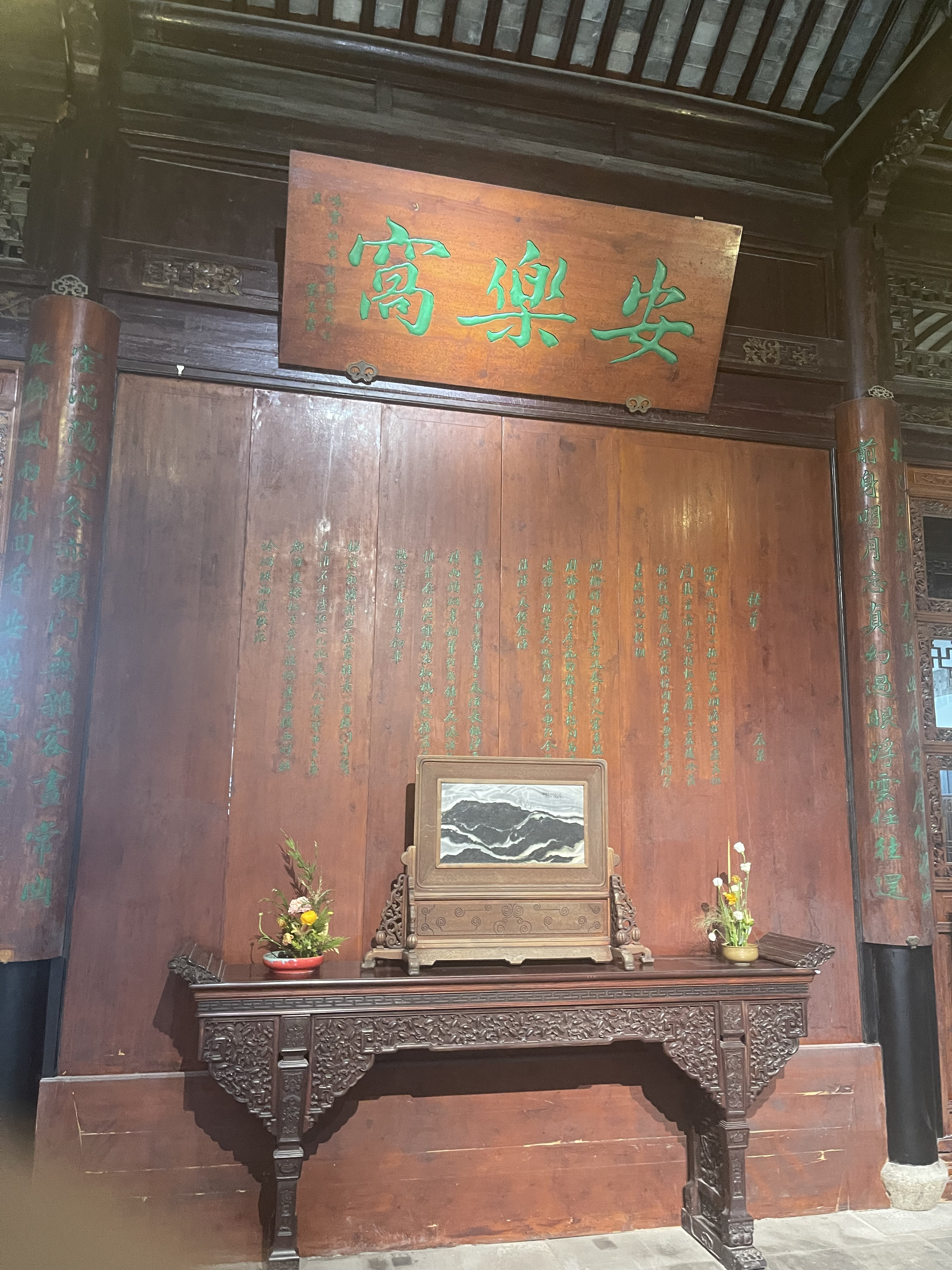
云薖文荟——杨家翰墨展

2024年11月，无锡博物院在云薖园举行云薖文荟——杨家翰墨展。

## 开放情况
每周二至周日9：00－17：00（16：00后停止入场）免费开放，逢周一闭馆（国家法定节假日除外）。
参观者需携带身份证件取号后进入。